# 1368
Пізнє Середньовіччя •  Відродження •  Реконкіста •  Ганза •  Авіньйонський полон пап •  Монгольська імперія •  Столітня війна

## Геополітична ситуація
Імператором Візантії є Іоанн V Палеолог (до 1376), османських турків очолює султан Мурад I (до 1389). Карл IV Люксембург має титул імператора Священної Римської імперії (до 1378). Королем Франції є Карл V Мудрий (до 1380).
Апеннінський півострів розділений: північ належить Священній Римській імперії, середню частину займає Папська область, південь належить Неаполітанському королівству. Деякі міста півночі: Венеція, Піза, Генуя тощо, мають статус міст-республік. Триває боротьба гвельфів та гібелінів.
Майже весь Піренейський півострів займають християнські Кастилія і Леон, де править Педро I (до 1369), Арагонське королівство та Португалія під правлінням Фернанду I (до 1383). Під владою маврів залишилися тільки землі на самому півдні. Едуард III королює в Англії (до 1377), Королем Швеції є Альбрехт Мекленбурзький (до 1389). У Польщі королює Казимир III (до 1370). У Литві княжить Ольгерд (до 1377).
Руські землі перебувають під владою Золотої Орди. Триває війна за галицько-волинську спадщину між Польщею та Литвою. Польський король Казимир III захопив Галичину, литовський князь Ольгерд — Волинь.
У Києві княжить Володимир Ольгердович (до 1394). Ярлик на володимирське князівство має московський князь Дмитро Донський.
Монгольська імперія займає більшу частину Азії, але вона розділена на окремі улуси. На заході євразійських степів править Золота Орда, що переживає період Великої Зам'ятні. У Семиріччі до влади прийшов Тамерлан. Іран роздроблений, окремі області в ньому контролюють родини як монгольського, так і перського походження. У Китаї почалося правління династії Мін; зникла династія Юань.
У Єгипті владу утримують мамлюки. Мариніди правлять у Магрибі. Делійський султанат є наймогутнішою державою Індії. В Японії триває період Муроматі.
Цивілізація майя переживає посткласичний період. Почали зароджуватися цивілізація ацтеків та інків.

## Події
- Глиняни отримали Магдебурзьке право.
- Михайло Олександрович Тверський залишився єдиним правителем свого міста.
- Розпочалася війна між тверським і московським князівствами. Твер підтримували литовський князь Ольгерд та Орда.
- Французький король Карл V Мудрий вирішив відновити війну з Англією. Для цього він примирився з міланською родиною Вісконті й уклав союз з претендентом на трон Кастилії Енріке II.
- Папа римський Урбан V коронував у Римі імператрицю Єлизавету Померанську, дружину Карла IV Люксембурга.
- Норвегія та Ганза уклали між собою мир.
- Місто Дуррес в Албанії захопив могутній феодал Карл Топія.
- Церковний собор у Константинополі канонізував Григорія Паламу.
- Чжу Юаньчжан, полководець червоних пов'язок, проголосив створення китайської династії Мін.
- Династія Юань припинила існування. Її останній правитель Тоґон-Темур утік з Пекіна.
- З падінням династії Юань Тибет знову став незалежним.
- Тамерлан став еміром Самарканда.

## Народились
- 15 лютого — Сигізмунд I, король Угорщини (1387—1437), Чехії (1419-21, 1436-37), імператор Священної Римської імперії (з 1433).
- 3 грудня — Карл VI Божевільний, король Франції (1380–1422).